# Aoi Koga
Aoi Koga (古賀 葵, Koga Aoi, nascida em 24 de agosto de 1993) é uma dubladora japonesa da Prefeitura de Saga, afiliada à 81 Produce. Ela começou sua carreira de atriz vocal em 2014,  após se inspirar para seguir essa profissão desde jovem. Ela desempenhou seu primeiro papel principal como Sora Kaneshiro em 3Piece de Angel! Em 2017.
Koga é conhecida por seus papéis como Yuri Ashida e Juli Liszt em Aikatsu Stars!, Yuri Miyata em Dois Carros, Kaguya Shinomiya em Kaguya-sama: O amor é guerra, Shouko Komi em Komi não consegue comunicar, Ange Le Carr7 em Princesa Principal: Crown Handler, e Princesa Ellee / Cure Majesty em Hirogaru Sky! Precure. Ela fez parte do grupo musical Baby's Breath junto com os outros membros do elenco principal de Angel's 3Piece!. Koga também fez uma participação especial na adaptação cinematográfica de live-action de Kaguya-sama: O amor é guerra. Ela recebeu diversos prêmios, incluindo Melhor Atriz em um papel de liderança no 14. o Prémio Seiyu.

## Biografia

### Início da vida
Koga nasceu na Prefeitura De Saga em 24 de agosto de 1993. Ela tinha interesse em anime desde a infância, assistindo a séries como Cardcaptor Sakura e Ojamajo Doremi. Ela foi apresentada pela primeira vez a dublagem enquanto assistia ao programa de televisão infantil Rio de janeiro to Issho e tornando-se apaixonado pelos segmentos de marionetes apresentados no show. Isso inspirou seu desejo de "tornar-se amiga de bonecas", o que, juntamente com seu interesse em anime, influenciou sua decisão de seguir uma carreira no entretenimento. Ela decidiu, por fim, seguir a carreira de dubladora após aprender sobre a profissão em um programa que assistiu.
Koga ingressou no clube de softball de sua escola enquanto estava no Ensino Fundamental e, mais tarde, para o clube de música leve no ensino médio. Quando estava crescendo, ela sentia vergonha do seu interesse por anime entre seus colegas. Juntamente com sua personalidade tímida e dificuldades para se expressar em público, ela inicialmente escondia dos outros sua aspiração de carreira como dubladora. Mesmo quando alguns perguntavam se ela queria ser dubladora, ela respondia que queria se tornar cabeleireira ou tosadora de animais.

### Carreira de dubladora
Depois de informar sua família sobre seus planos de seguir a dublagem, Koga se sentiu desmotivada, pois precisaria se mudar para Tóquio para trabalhar, o que ela não considerava prático na época. Por sugestão de seus pais, ela começou a ter aulas de atuação em uma escola profissional em Fukuoka. Após completar a sua formação, matriculou-se na escola de formação da 81 produção, uma agência de dublagem, por recomendação de um professor e tornou-se afiliada à empresa após a formatura.
O primeiro papel creditado de Koga em um anime foi uma mulher em Rokka: Braves das seis Flores. Em 2017, ela foi escalada como a personagem Sora Kaneshiro em 3 peças do anjo!; ela também se tornou parte da banda  Baby's Breath junto com Y3ko4no e Yurika End, suas co-estrelas na série. Mais tarde, ela foi escalada como Yuri Miyata em Dois Carros, onde ela interpretou o tema de encerramento da série "Angelica Wind" junto com sua co-estrela Aimi Tanaka.
Em 2019, Koga desempenhou o papel de Kaguya Shinomiya em Kaguya-sama: O amor é guerra, pelo qual ganhou o prêmio de Melhor Atriz em Papel Principal no 14. o Prémio Seiyu. Ela também fez uma participação especial como funcionária de um cinema na adaptação cinematográfica live-action de Kaguya-sama: O amor é guerra. Em 2020, foi escalada como a voz japonesa de Paimon no jogo móvel Impacto Genshin. Em 2021, dublou Shouko Komi em Komi não consegue comunicar e Aki Shino em Refaça Nossa Vida!. Em 2023, ela interpretou Konoha Akisato na série de televisão anime Sensação de 16 bits: outra camada; ela também interpretou o tema de encerramento da série "Link: Past and Future". Koga ganhou o prêmio de Melhor Dubladora duas vezes no Newtype Anime Awards.

### Vida pessoal
Koga tem um irmão mais velho com quem costumava lutar judô. Ela tem interesse em tampas de câmara de visita, achando interessante como podem vir em formas diferentes e ter caracteres diferentes neles. Koga também sabe tocar bateria, habilidade que aprendeu enquanto estava no ensino médio.

## Filmografia

### Anime
2015
- Jewelpet: Mudança Mágica[22]
- Rokka: Braves das seis Flores como mulher[3][22]
- Owarimonogatari como colega de classe[22]
- Ossos bonitos: investigação de Sakurako como Mari[22]

2016
- Beyblade Burst como Momoko Ogi[22]
- Jojo's Bizarre Adventure: O diamante é inquebrável como Akemi[9]
- Aikatsu Stars! como Airi Amemiya, Umi Kaiyama, Yuri Ashida e Juli Liszt[22]
- Kiznaiver como estudante[22]
- Shounen Ashibe Vai! Vai! Goma-chan como Yumiko-chan[22]
- Não soubeste? Eu sou Sakamoto como estudante[22]
- Naria Girls como Hanabi[22]

2017
- Beyblade Explosão Deus como Mel Guten[23]
- 3 peças do anjo! como Sora Kaneshiro[10]
- Dois Carros como Yuri Miyata[11]

2018
- Back Street Girls como Sachiko[9]
- Zombie Land Saga como Maria Amabuki[24]

2019
- Kaguya-sama: O amor é guerra como Kaguya Shinomiya[12]
- O Magnífico Kotobuki como Betty[25]
- Fairy Gone como Chima[22]
- Demon Slayer: Kimetsu no Yaiba como Rokuta Kamado[23]
- Neto do homem sábio como Christina Hayden[22]
- Um Certo Acelerador Científico como Naruha Sakuragi[26]
- Herói cauteloso: o herói é dominado, mas excessivamente cauteloso como Elulu[27]
- Kemono Michi: Levante-Se como Ceris[28]
- The Demon Girl Next Door como Senhora Do Cão[9]
- Chidori RSC Ruri Hachigo[9]

2020
- Asteróide apaixonado como Sayuri Ibe[29]
- Kaguya-sama: O amor é guerra? como Kaguya Shinomiya[30]
- Um Certo Railgun Científico como Naruha Sakuragi[31]
- Super HxEros como Chiya Hoya[32]
- Akudama Drive como Jovem[33]

2021
- Horimiya como Yuna Okuyama[23]
- Mergulho Completo como Kaede y[34]
- Como não invocar um Lorde demónio como rosa[35]
- Zombie Land Saga Revenge como Maria Amabuki[36]
- Refaça Nossa Vida! como Aki Shino[17]
- Período Azul como Yamamoto[37]
- Komi não consegue comunicar como Shouko Komi[16]
- Meu Senpai É Irritante Mona Tsukishiro[38]
- Build Divide - #00000 (Código Preto)- como Hiyori Munenashi[39]
- 180-por Valuetech de Kimi no Mimi o Shiawase ni dekiru ka? como Kanako[40]

2022
- Build Divide - #00000 (Código Branco)- como Hiyori Munenashi[41]
- No coração de Kunoichi Tsubaki como Ajisai[42]
- Kaguya-sama: O amor é guerra - Ultra Romântico como Kaguya Shinomiya[43]
- Shine Post como Natalya[44]
- Para a tua eternidade 2a Temporada como Pocoa[45]
- Domador De Feras como Mina[9]

2023
- Hirogaru Sky! Precure como Princesa Ellee / Cure Majesty[46]
- Mashle como o amor bonito[47]
- Horimiya: As Peças Que Faltam como Yuna Okuyama[23]
- Sindualidade: Noir como Noir / Mystere[48][49]
- Sensação de 16 bits: outra camada como Konoha Akisato[18]
- As circunstâncias familiares da bruxa Irregular como Alissa[50]
- Namorada, Namorada 2a Temporada como Risa Hoshizaki[51]
- Você Foi Experiente, Eu Não Era: Nossa História De Namoro como Maria Kurose[52]

2024
- Jorrando sobre meninas mágicas como Kiwi Araga / Leopardo[53]
- Sussurra-Me uma canção de amor como Miki Mizuguchi[54]
- Sakuna: de arroz e ruína como Yui[55]
- Que Esta Alma Enlutada Se Retire! como Lucia Rogier[56]
- Garantia de qualidade noutro mundo como Kinoshita[57]

2025
- Magic Maker: Como fazer magia em outro mundo como Brigitte[58]
- De burocrata a vilã: o Pai reencarnou! como Lucas Vierge[59]
- Eu posso ser uma recepcionista da Guilda, mas vou sozinho qualquer chefe para marcar a tempo como Lululee Ashford[60]
- Flor e Asura como Xiangling[61]
- Kowloon Generic Romance como Yaomay[62]
- Mono como um Kiriyama[63]
- Mikadono Sanshimai wa Angai, Choroi como Niko Mikadono[64]

TBA
- Fate / Strange Fake como Tsubaki Kuruoka[65]

### Filmes de Anime
2021
- Princesa Principal: Crown Handler como Ange[66]

2022
- Kaguya-sama: O amor é a guerra - o primeiro beijo que nunca acaba como Kaguya Shinomiya[67]

2023
- Fate / estranho falso: sussurros do amanhecer como Tsubaki Kuruoka[68]

2024
- 7muro-ke como Misaki Takasaki[69]

### Animação de rede original (ONA)
2018
- Eu quero que você me mostre sua calcinha com um rosto enojado como Misuzu Tanahashi[70]

2021
- Diretor Executivo Bonito como Nowani[71]

2022
- Kakegurui Twin como Mikura Sado[72]

2023
- Bonito Executivo R como Nowani[73]

### Filme Live-action
2019
- Kaguya-sama: O amor é guerra como pessoal do cinema[74]

### Televisão Live-action
2021
- Voz: 110 Sala De Comando De Emergência 2 como Tomoko Murata[75]

### Dublagem
2020
- Thomas & Amigos como Gabriela, Darcy, Cleo[9]

2022
- Clique Na Ligação como Qiao Ling / Rin[76]

2023
- Scott Pilgrim Decola como Facas Chau[77]

### Comerciais
- Toyota Raize como Luna[78]

### Video Games
2016
- Linha De Frente Das Raparigas como FNP-9 e M950A[9]

2019
- Honkai Impact 3rd como Rozaliya Olenyeva[9]
- Dragalia Perdeu como Catherine[79]
- Sword Art Online: Fator Integral como Sanya[9]

2020
- Impacto Genshin como Paimon[15]
- Granblue Fantasy como Mireille[80]
- Morto ou vivo Xtreme Venus Vacation como Lobelia[9]

2021
- Acção Taimanin como Shisui Amamiya, Noah Brown[9]
- Azur Lane como Nicoloso da Recco[81]
- Alchemy Stars como Pacto[82]
- Cookie Run: Reino como bolacha[23]
- Magia Record como Kushu Irina[83]
- Projeto Gato Branco como Ristie[84]
- MapleStory como Lara[85]

2022
- O Céu Queima Vermelho como Tama Kunimi[9]
- Destino / Grande Ordem como Kriemhild[86]
- A Lenda dos Heróis: trilhas ao amanhecer II como Jolda[87]
- Xenoblade Chronicles 3 como Ino[23]
- Caminho para lugar nenhum como Hella[88]

2023
- Da Capo 5 como Kako Yasaka[89]
- Loop8: Verão Dos Deuses como Ichika[90]

2024
- Gakuen Idolmaster como Asari Neo[91]